# Scelolyperus carinatus
Scelolyperus carinatus är en skalbaggsart som beskrevs av Wilcox 1965. Scelolyperus carinatus ingår i släktet Scelolyperus och familjen bladbaggar. Inga underarter finns listade i Catalogue of Life.